# 디지털 마케팅
디지털 마케팅(digital marketing)이란 인터넷을 기반으로 하는 장치를 통해 온라인 광고로 소비자들에게 제품과 서비스를 알리고, 판매하는 것이다. 웹 브라우저, 스마트폰, (콘솔) 게임, 등이 대표적인 인터넷 기반장치의 예이다. 기술이 발달하고 많은 장치와 기기들이 인터넷 검색기능을 제공하면서, 디지털 마케팅의 잠재성이 점진적으로 실현되고 있는 추세이다.
디지털 마케팅에는 크게 Pull(유인형)과 Push가 이 두 가지 종류가 있다.
Pull(유인형) 디지털 마케팅이란, 소비자가 이메일, 문자 메시지나 뉴스 피드를 통해 특정 기업의 판매품목에 대한 광고 전송을 허가하는 것과 소비자가 직접 인터넷을 통해 특정 품목을 자발적으로 검색하는 것, 이 두 가지로 이루어진다. 인터넷 웹사이트나, 블로그, 스트리밍 미디어(Youtube, 음원 스트리밍 사이트)들이 Pull(유인형) 마케팅의 예이다. 특정 목적을 가지고 있거나, 특정 공략 대상을 가지고 있는 글은 해당하는 특정 소비자들을 유인하기에 매우 좋은 요소이다. 현재의 웹 브라우저를 통해서도 소비자는 관심을 가지고 있는 품목에 접근할 수 있으나, 더욱 많은 소비자들의 관심을 끌기 위해서는 부가적인 인터넷 마케팅 기술이 더 필요하다.
Push(강요형) 디지털 마케팅이란, 웹사이트나 인터넷 뉴스에서 보이는 광고처럼, 판매자가 수신자의 동의 없이 광고를 보내는 것이다. 이메일, 문자 메시지나 뉴스 피드도 수신자의 동의 없이 발송하는 것을 스팸메일 혹은 스팸이라 부르고, 이는 Push(강요형) 디지털 마케팅으로 분류할 수 있다. Push(강요형) 디지털 마케팅은 광고가 만들어지는 그 순간 바로 보낼 수 있고, Pull(유인형) 디지털 마케팅보다 더 소비자 지향적이다. 하지만 거의 대부분이 광고에 대한 제작비용과 배포비용에 	비해 해당 광고를 주의 깊게 보는 소비자의 수가 부족한 것이 문제점이다. Push(강요형) 디지털 마케팅이 사전 허가를 받고 제품을 광고하는 Permission 마케팅 전략을 시행한다면 빛을 발할 수 있을 것이다.
위 두 가지 유형의 디지털 마케팅은 양립가능하다. 예로써, 한 메일의 내용은 광고 배너[Push(강요형)]와 특정품목의 정보 다운로드가 가능한 링크[Pull(유인형)] 이 두가지를 같이 포함할 수 있다.

## 같이 보기
- 모바일 마케팅
- 온라인 광고
- 클릭당 지불
- 소셜 미디어 마케팅
- 마케팅 전략
- 사용자 의도